# Macrozamia fawcettii
Macrozamia fawcettii C.Moore, 1884 è una pianta appartenente alla famiglia delle Zamiaceae, endemica dell'Australia.

## Descrizione
È una cicade con fusto  prevalentemente sotterraneo, del diametro di 10-20 cm.
Le foglie, da 2 a 16, pennate, lunghe 60-120 cm, si dipartono dall'apice del fusto e sono rette da un picciolo lungo 15-30 cm; ogni foglia è composta da 25-60 paia di foglioline lanceolate, lunghe mediamente 18-30 cm, di colore verde brillante, con margine intero che diviene dentato verso l'apice, inserite su un rachide fortemente spiralato.
È una specie dioica con esemplari maschili che presentano da 1 a 4 coni terminali di forma cilindrica, lunghi 10-25 cm e larghi 4-6 cm ed esemplari femminili con coni solitari di forma cilindrico-ovoidale, lunghi 12-23 cm, e larghi 7-11 cm.
I semi sono grossolanamente ovoidali, lunghi 24-30 mm, ricoperti da un tegumento di colore rosso a maturazione.

## Distribuzione e habitat
La specie è diffusa nel Nuovo Galles del Sud, Australia.
Cresce in ambienti di foresta sclerofilla, su pendii riparati, canaloni e in aree pianeggianti vicino ai torrenti, sino a 550 m di altitudine.

## Conservazione
La IUCN Red List classifica M. fawcettii come specie prossima alla minaccia (Near Threatened).

La specie è inserita nella Appendice II della Convention on International Trade of Endangered Species (CITES).

Parte del suo areale ricade all'interno del Parco nazionale Yuraygir.